# Lupe Ontiveros

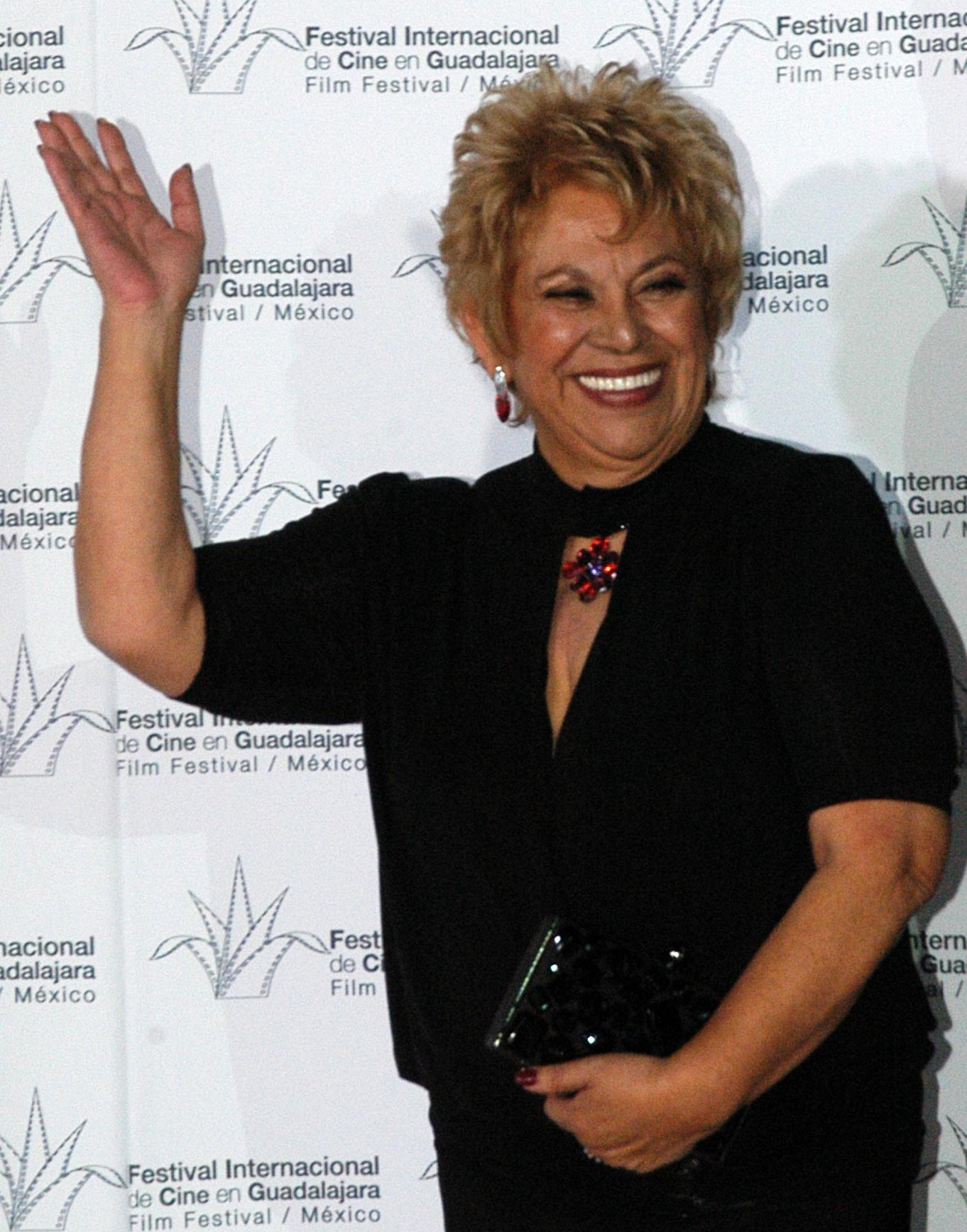
Lupe Ontiveros, März 2008

Lupe Ontiveros (* 17. September 1942 in El Paso, Texas; † 26. Juli 2012 in Whittier, Kalifornien; gebürtig Guadalupe Moreno) war eine US-amerikanische Schauspielerin.

## Leben
Ontiveros schloss ein Studium der Psychologie an der Texas Women’s University ab. Im Jahr 1975 war sie Mitbegründerin der Latino Theater Company, mit der sie in den späteren Jahren auftrat. Als Fernsehschauspielerin debütierte sie in einer Folge der Fernsehserie Drei Engel für Charlie aus dem Jahr 1976. Es folgten zahlreiche kleinere Nebenrollen wie jene einer Haushaltshilfe, die sie – ihrer Einschätzung nach – insgesamt ungefähr „300-mal“ spielte. Im Abenteuerfilm El Norte (1983) von Regisseur Gregory Nava spielte sie eine der größeren Rollen. Eine weitere größere Rolle spielte sie in der Komödie Born in East L.A. (1987) von Cheech Marin, der auch das Drehbuch schrieb und die Hauptrolle spielte – Ontiveros verkörperte im Film seine Mutter.
Für ihre Rolle im Filmdrama ... And the Earth Did Not Swallow Him (1995) wurde Ontiveros für den NCLR Bravo Award nominiert. In der Komödie Besser geht’s nicht (1997) spielte sie an der Seite von Jack Nicholson und Helen Hunt; für diese Rolle wurde sie 1998 für den ALMA Award nominiert. Den ALMA Award erhielt sie 1998 für ihre Rolle in der Fernsehserie Veronica. Für ihre Rolle in der Komödie Chuck & Buck (2000) gewann sie im Jahr 2000 den National Board of Review Award, im Jahr 2001 wurde sie für den Independent Spirit Award und den Chlotrudis Award nominiert. Die Rolle in der Komödie Echte Frauen haben Kurven (2002) an der Seite von America Ferrera brachte ihr 2002 einen Sonderpreis der Jury des Sundance Film Festivals und 2003 den Imagen Award. Für ihre Auftritte in einer wiederkehrenden Nebenrolle als Juanita 'Mama' Solis in der Fernsehserie Desperate Housewives wurde sie 2005 für den Emmy nominiert.
Lupe Ontiveros starb am 26. Juli 2012 in Whittier, Kalifornien, im Alter von 69 Jahren an Leberkrebs. Sie war mit Elias Ontiveros verheiratet und hinterlässt drei Söhne.

## Filmografie (Auswahl)
- 1977: Der größte Liebhaber der Welt (The World's Greatest Lover)
- 1978: Das verrückte California-Hotel (California Suite)
- 1980: Noch mehr Rauch um überhaupt nichts (Cheech and Chong’s Next Movie)
- 1981: Zoot Suit
- 1982: Grenzpatrouille (The Border)
- 1983: El Norte
- 1985: Die Goonies (The Goonies)
- 1987: Born in East L. A.
- 1993: Blood in, Blood out – Verschworen auf Leben und Tod (Bound by Honor)
- 1995: ...And the Earth Did Not Swallow Him
- 1997: Selena – Ein amerikanischer Traum (Selena)
- 1997: Besser geht’s nicht (As Good as It Gets)
- 1997: Veronica (Veronica’s Closet, Fernsehserie, 4 Folgen)
- 1999: Candyman 3 – Der Tag der Toten (Candyman 3: Day of the Dead)
- 2000: Ich hab doch nur meine Frau zerlegt (Picking Up the Pieces)
- 2000: Chuck & Buck
- 2002: Passionada
- 2002: Echte Frauen haben Kurven (Real Women Have Curves)
- 2002–2003: Greetings from Tucson (Fernsehserie, 22 Folgen)
- 2004: 30 Days Until I’m Famous – In 30 Tagen berühmt (30 Days Until I’m Famous, Fernsehfilm)
- 2004–2012: Desperate Housewives (Fernsehserie, 8 Folgen)
- 2007: This Christmas
- 2007: Dark Mirror
- 2007: Tortilla Heaven
- 2009: Hacia la vida
- 2009: Crawlspace
- 2010: Our Family Wedding
- 2011: Beverly Hills Chihuahua 2
- 2012: Rob (Fernsehserie, 8 Folgen)
- 2014: Cry Now